# Martha Ferro
Martha Isolina Ferro (Buenos Aires 4 de diciembre de 1942; Buenos Aires, 26 de febrero de 2011) fue una periodista, poeta, titiritera, militante lesbo-feminista y socialista argentina. Fue una de las precursoras del movimiento lésbico en la Argentina, en la década de 1970 y 1980. Durante la última dictadura gestionó un sótano en el barrio San Telmo de Buenos Aires que congregó un grupo de mujeres lesbianas y feministas del Partido Socialista de los Trabajadores. Como periodista fue la primera mujer especializada en el periodismo policial en la revista Esto! y el diario Crónica, con un estilo popular y crítico de la violencia policial y de género.

## Biografía

### Infancia y juventud
Martha Ferro nació en el barrio de Barracas de la Ciudad de Buenos Aires en 1942. Creció en una familia de clase media baja, de inmigrantes italianos y vascos, que se mudó primero al barrio de Flores y luego a la ciudad de Olavarría. Su abuela era anarquista y le transmitió sus recuerdos sobre la participación de las mujeres anarquistas en el movimiento obrero de principios de siglo. Su madre pasaba quiniela y sufría el constante acoso de la corrupción policial, algo que la marcaría en su profesión como periodista.
De muy niña editó un diario barrial llamado El Carocito, que tenía como lema «Para que crezca la verdad». Sus padres la obligaron a cerrarlo porque denunciaba los abusos del almacenero y la corrupción policial en un prostíbulo que se encontraba al lado de su casa.
En 1960 la expulsaron del colegio secundario de Olavarría por ser lesbiana. Luego se mudó a Buenos Aires a estudiar psicología en la UBA.

### Nueva York
Apasionada por el movimiento beatnik, en 1967 se fue a vivir a Nueva York con su novia lesbiana, con la esperanza de conocer a Allen Ginsberg.. Vivió en el departamento de vivía del poeta y activista gay argentino Néstor Latrónico, que luego sería uno de los impulsores del Frente de Liberación Homosexual. Trabajó de costurera, ayudante de cocina, empleada doméstica y vendedora de panchos en el Lower East Side, llegando a drogarse con heroína.
Vinculada con la comunidad gay surgida de los disturbios de Stonewall, publicó en el periódico Come Out, órgano del Frente de Liberación Gay de Estados Unidos, el poema lésbico «Ovario uno».

### Vuelta a la Argentina
Vuelve a la Argentina en 1974, en un momento de fuerte compromiso político de la juventud, y se instala en Buenos Aires, donde decide militar en el Partido Socialista de los Trabajadores (PST), de ideología trotskista, que a su vez le encomienda ingresar a trabajar en la fábrica de galletitas Terrabusi, donde ese elegida delegada sindical del personal. Intenta vincularse con el incipiente movimiento feminista, pero interrumpe ese vínculo cuando nota que las mismas militantes feministas empleaban mujeres como «mucamas».
El terror implantado por la dictadura que tomó el poder el 24 de marzo de 1976 la obliga a esconderse como linyera en la villa miseria de la Isla Maciel, frente al barrio de La Boca.
Dos años después, cuando el peor momento de persecución había disminuido un poco, volvió a Buenos Aires y reabrió un sótano de militancia trotskista en el barrio de San Telmo, en el que militaron varias decenas de mujeres lesbianas y algunos amigos gays. Simultáneamente, con la poeta Diana Bellessi, recolectaba información sobre las violaciones de derechos humanos que estaba cometiendo la dictadura y sobre las Madres de Plaza de Mayo, para ser difundida por los exiliados en el exterior. Fue nombrada por el PST como encargada de editar una revista feminista, que llevó el nombre de Todas.
A comienzos de la década de 1980 consiguió trabajo en diario El Popular de Olavarría. Luego de la derrota de Argentina en la Guerra de Malvinas, en junio de 1982, la dictadura se vio obligada a abrir una salida electoral. En esas condiciones la izquierda peronista estableció el diario La Voz, para el cual comenzó a trabajar en el Suplemento de la Mujer.

### Periodismo policial
En 1983 fue contratada para trabajar en el diario Crónica, uno de los principales periódicos del país, orientado a los sectores más populares. Poco después, la editorial decidió crear una revista policial que llevó el nombre de Esto!. Ferro se enteró del proyecto y logró que su director, Francisco "Pancho" Loiácono, la contratara en una época en la que ninguna mujer hacía periodismo policial en la Argentina.
Con un estilo directo y orientado a los crímenes que involucraban a los sectores más humildes y marginales, se convirtió en una de las principales periodistas policiales del país. Ferro puso la vista en los casos de corrupción policial y «gatillo fácil», y sus vínculos con los negocios de la droga, el juego y la prostitución. Consideraba que la dictadura se estaba retirando, pero la policía iba a ser la principal fuerza de represión de los sectores populares.
Rechazó hacer un periodismo policial basado en informantes policiales y buscó conectarse con la gente cercana a los hechos, los vecinos, las prostitutas, las travestis. 

¿Cuál era el método que utilizabas para investigar?
MF: Nada de otro mundo, simplemente escuchar a la gente. Hoy los periodistas ya no escuchan a nadie. Lo primero que hacía era llegar al lugar del hecho y matear todo el día. La gente siempre sabe quien hizo lo que hizo, sabe quien mata y quien vende la droga. No necesitaba ir y hablar con la cana, en todo caso, lo hacía para satisfacer al director de la revista... En todos los casos de gatillo fácil, las travestis y las prostitutas fueron mis grandes informantes.

Las investigaciones de Ferro que comprometían a la policía fueron muy importantes en casos como Masacre de Budge, o el de Sergio Durán, “el verdulerito de Rafael Castillo”, que tenía 17 años y fue torturado y asesinado en la comisaría, o el de Liliana Martí, “La virgencita de los trenes”, el caso una niña de ocho años violada y asesinada que la policía tortura a los involucrados. Una investigación suya sacó a la luz también el caso de Walter Bulacio, asesinado por la policía luego de un recital de los Redonditos de Ricota.
Ferro ponía los casos de violencia de género contra mujeres humildes como notas de tapa, en una época que esos hechos era considerados «noticia» para los grandes medios. Intervino también en el caso de la niña Jimena Hernández, fue secuestrada, violada, torturada y asesinada en la pileta de un colegio religioso, donde fue la primera periodista en llegar al lugar de los hechos y resultó encerrada por personal de seguridad de la escuela para que no pudiera realizar ninguna investigación, en un caso en el que finalmente nadie fue condenado:

Ella utilizó el policial como un periodismo de denuncia, no solamente sobre violencia doméstica sino también sobre la persecución y muerte de travestis, los inundados, la gente estafada. Tenía una visión muy amplia, especialmente de sectores pobres y marginales. Su feminismo era clasista.
Mabel Bellucci

Fue la primera en utilizar el término «travesticidio» para referirse a los crímenes de odio contra las travestis, en una época en que la transfobia en los medios era moneda corriente. Se hizo muy conocida en 1998, debido a su aparición en film documental Tinta roja, de Marcelo Céspedes y Carmen Guarini, sobre los periodistas del diario Crónica.
En la década de 1990 la revista Esto! cerró y Ferro pasó a trabajar al diario, dirigió el suplemento infantil. Era también delegada sindical de los periodistas. En 2001, durante la mayor crisis de la historia argentina, fue despedida como represalia por una huelga. Dos años después le descubren el cáncer terminal que finalmente terminaría con su vida. Luego de su despido de Crónica se dedicó a formar una nueva generación de titiriteros en el barrio de La Boca y en Olavarría.
En noviembre de 2010 se casó con su pareja, Adriana Carrasco. Fue cremada en la Chacarita y sus cenizas fueron esparcidas en La Boca.